# Hermann Matern

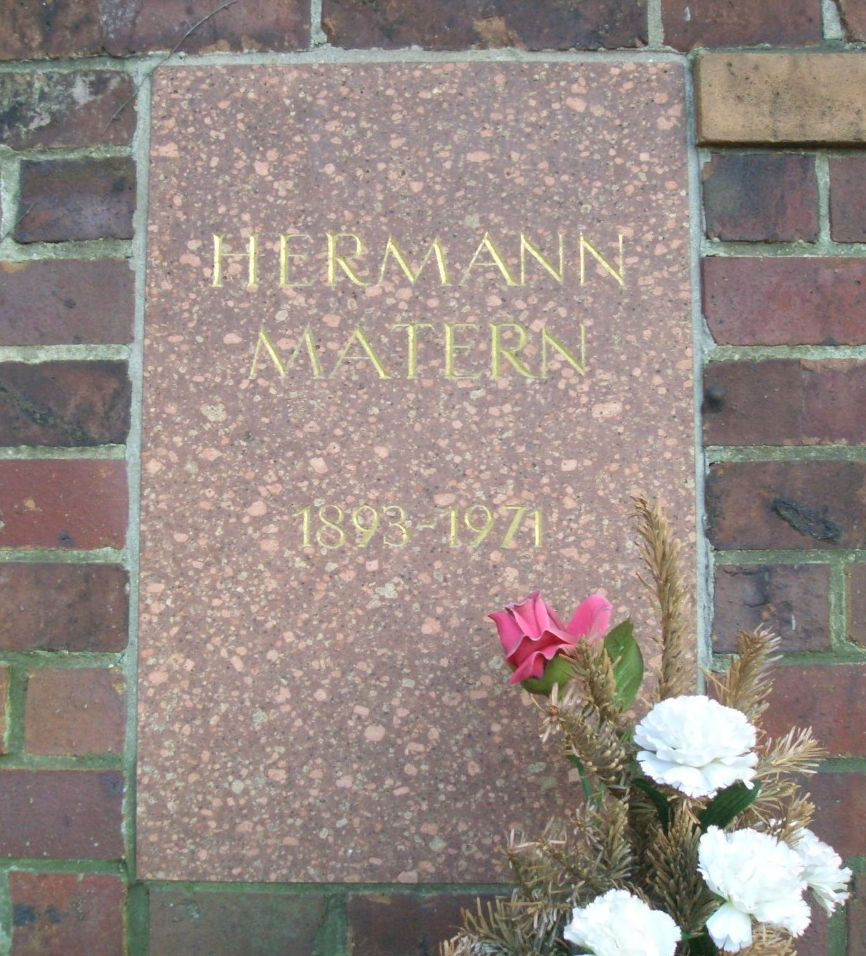
Urna Materna została pochowana na Zentralfriedhof Friedrichsfelde

Hermann Matern (ur. 17 czerwca 1893 w Burgu koło Magdeburga, zm. 24 stycznia 1971 w Berlinie) – niemiecki polityk KPD, SED i państwowy.

## Życiorys
Urodził się w rodzinie robotniczej, w której ojciec miał poglądy socjaldemokratyczne. Ukończył szkołę podstawową oraz praktykował w zawodzie garbarza (1907-1911). W 1907 wstąpił do Socjalistycznej Młodzieży Robotniczej (Sozialistische Arbeiterjugend), w 1910 do Niemieckiego Związku Pracowników Rolnictwa (Deutscher Landarbeiterverband), oraz do SPD (1911-1914). Podczas I wojny światowej walczył na froncie zachodnim, we Francji (1914-1918).
W 1918 wstąpił do Niezależnej Socjaldemokratycznej Partii Niemiec (Unabhängige Sozialdemokratische Partei Deutschlands – USPD) i był uczestnikiem rewolucji listopadowej oraz członkiem Rady Robotniczej i Żołnierskiej, gdzie został wybrany na dowódcę pułku straży w Magdeburgu. Od 1919 do 1926 pracował jako garbarz w Burgu, gdzie był przewodniczącym KPD, i sekretarzem związkowym KPD, działaczem związkowym Niemieckiej Federacji Robotników Skórzanych (Deutscher Lederarbeiterverband) (1926-1928). Był kursantem w szkole Kominternu – Międzynarodowej Szkole Leninowskiej (Международная ленинская школа) w Moskwie (1928-1929), kierownikiem politycznym KPD w Magdeburgu (1929-1931), a następnie Prus Wschodnich (1931-1933), również deputowanym do pruskiego Landtagu (1932-1933).
W lutym 1933 wziął udział w nielegalnej konferencji zwołanej przez Komitet Centralny KPD w Hali Sportowej Ziegenhals pod Berlinem. Od kwietnia 1933 kierował nielegalną strukturą okręgową KPD Pomorza. 14 lipca 1933 został aresztowany i osadzony w więzieniu Szczecin-Dąbie, skąd udało mu się 19 września 1934 uciec, wraz z trzema współwięźniami, początkowo do Czechosłowacji, a następnie przez Szwajcarię do Francji, gdzie w kręgu Lutetia pracował nad próbą stworzenia Frontu Ludowego przeciwko reżimowi nazistowskiemu (1935-1936), później przebywał w Belgii, Holandii, Norwegii (1938-1940) i nielegalnie w Szwecji (1940–1941). 4 lipca 1940 został pozbawiony obywatelstwa niemieckiego (lista nr 186). W 1941 wraz z Jenny Pickerodt, swoją przyszłą żoną, udał się do Moskwy. Został członkiem Komitetu Narodowego Wolne Niemcy, przebywał najpierw w szkole Kominternu – Międzynarodowej Szkole Leninowskiej, później był nauczycielem w Centralnej Szkole Antyfaszystowskiej (Центральная антифашистская школа) w obozie nr 27 w Krasnogorsku (-1945).
1 maja 1945 powrócił do Niemiec w grupie KPD Saksonii kierowanej przez Antona Ackermanna; był I sekretarzem Komitetu KPD Saksonii (1945-1946) i po połączeniu w radzieckiej strefie okupacyjnej SPD z KPD, przewodniczącym Komitetu KPD Wielkiego Berlina (1946-1948), przew. Centralnej Komisji Kontroli Partyjnej (1948-1971); jednocześnie powołano go w skład Sekretariatu KC SED (1946-1950), został członkiem Biura Politycznego KC SED (1950-1971). Od 1949 był członkiem (tymczasowej) Izby Ludowej NRD (Volkskammer), jej wiceprezesem (1950-1954), i I zastępcą prezesa (1954-). Był członkiem Rady Obrony Narodowej NRD. Oceniany jest, że w swojej działalności powojennej pełnił rolę tzw. „prawej ręki” Waltera Ulbrichta, zwłaszcza w planowaniu i przeprowadzaniu czystek partyjnych.
Matern był od 1963 członkiem Rady Generalnej Międzynarodowej Federacji Kombatantów (Fédération Internationale des Résistants – FIR).
Z okazji jego 80. urodzin poczta NRD (Deutsche Post der DDR) wydała 13 czerwca 1973 okolicznościowy znaczek.
Z racji sprawowanych funkcji był „skoszarowany” w partyjno-rządowych osiedlach kierownictwa NRD – początkowo wokół Majakowskiring w Berlinie-Pankow, następnie na Osiedlu Leśnym pod Bernau. Urna Materna została pochowana na Centralnym Cmentarzu Friedrichsfelde w Berlinie-Lichtenberg.